# Mai 2014
Acest articol este generat integral pe baza informațiilor din articolul 2014 și este actualizat periodic de un robot.
 Editările făcute în articol vor fi șterse la următoarea actualizare! Dacă doriți să faceți modificări, editați articolul-sursă.

ianuarie -
februarie -
martie -
aprilie -
mai -
iunie -
iulie -
august -
septembrie -
octombrie -
noiembrie -
decembrie
Mai 2014 a fost a cincea lună a anului și a început într-o zi de joi.

## Evenimente

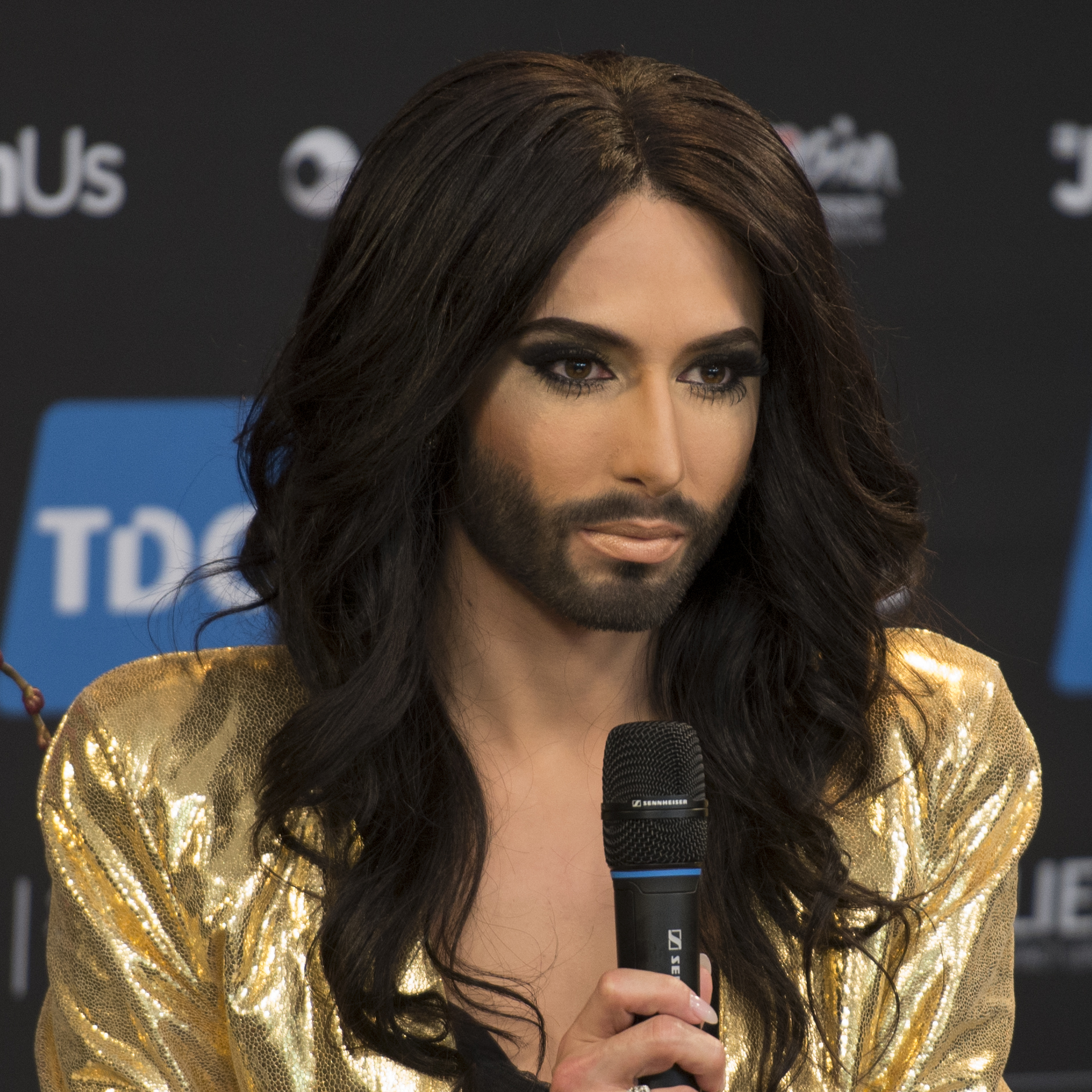
10 mai: Conchita Wurst din Austria câștigă cea de-a 59-a finală a Concursului Muzical Eurovision din Danemarca.

- 2 mai: Se înregistrează cele mai puternice violențe de la schimbarea puterii de la Kiev, o zi marcată de moartea a peste 50 de persoane - 42 la Odesa și zece într-un asalt al armatei la Slaviansk.
- 5 mai: Militanții Boko Haram au ucis aproximativ 300 persoane în cursul unui atac de noapte în orașele Gamboru și Ngala, Nigeria.[1]
- 7 mai: Alegerile din Africa de Sud au fost câștigate de Congresul Național African, formațiune de stânga, care a obținut 62,1% din voturi.
- 9 mai: Vladimir Putin efectuează prima vizită în Crimeea. Au loc confruntări armate violente la Mariupol, în est, soldate cu peste 30 de morți, potrivit Kievului.

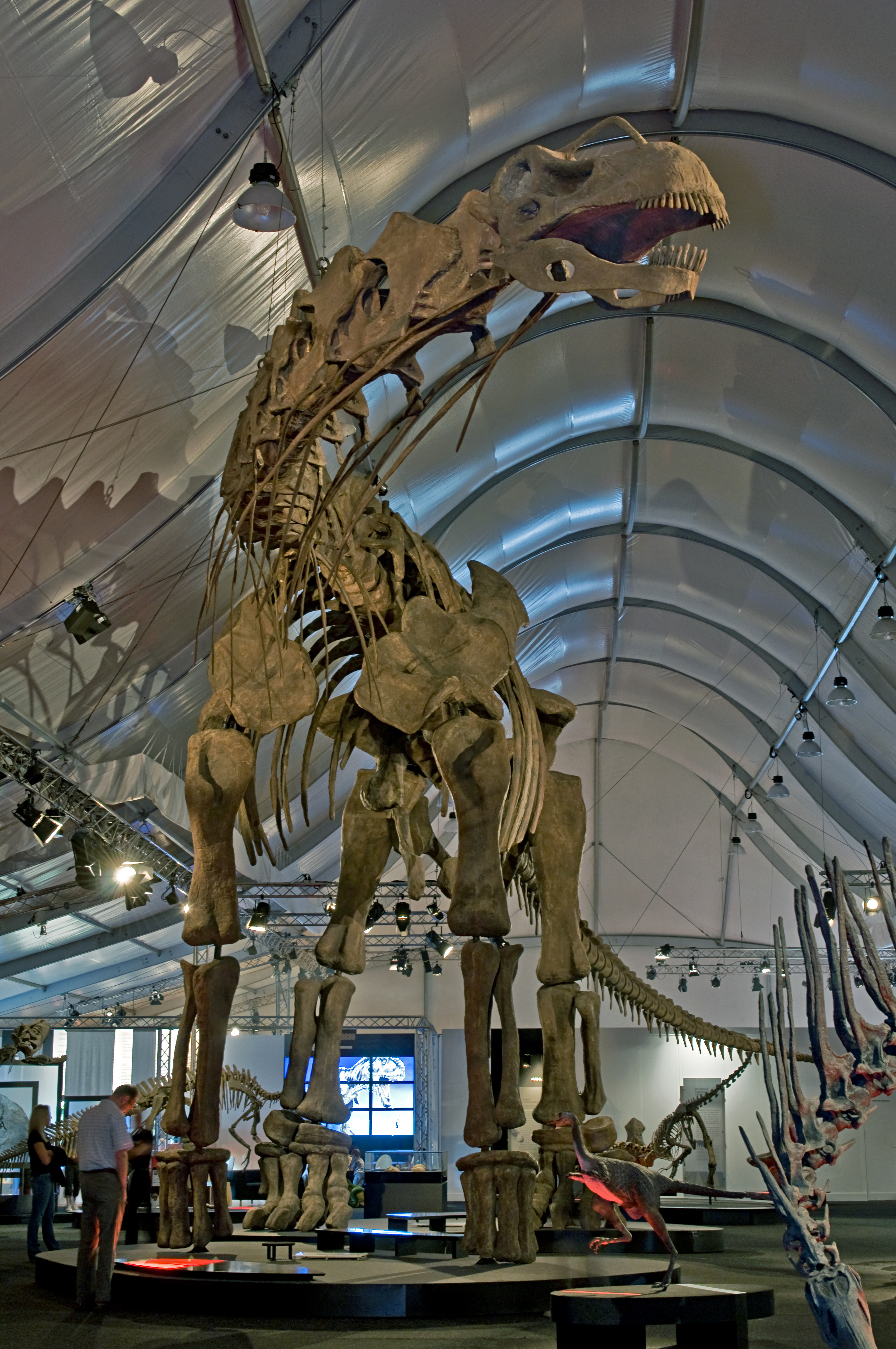
17 mai: BBC anunță că paleontologii au descoperit în Patagonia, Argentina fosilele celui mai mare dinozaur care a existat vreodata pe Terra. Noua descoperire - Argentinosaurus - avea o greutatea totală estimată la 77 de tone, lungimea de la cap la vârful cozii, de 40 de metri și o înălțime de circa 20 de metri.

- 10 mai: A avut loc cea de-a 59-a finală a Concursului Muzical Eurovision 2014 în Danemarca, câștigată de Conchita Wurst din Austria. România reprezentată de Paula Seling și Ovi cu melodia Miracol a ocupat locul 12.
- 11 mai: Regiunile Donețk și Lugansk din Ucraina spun un "da" masiv (peste 89% dintre votanți) în cadrul referendumului separatist.
- 13 mai: În vestul Turciei are loc o explozie produsă într-o mină de cărbune în care au murit peste 280 de persoane.
- 14-25 mai: Al 67-lea festival de film de la Cannes, Franța. Pelicula „Somnul de iarnă” regizată de turcul Nuri Bilghe Ceylan a câștigat Palme d'Or.
- 17 mai: BBC anunță că paleontologii au descoperit în Patagonia, Argentina fosilele celui mai mare dinozaur care a existat vreodată pe Terra. Noua descoperire - Argentinosaurus - avea o greutate totală estimată la 77 de tone, lungimea de la cap la vârful cozii, de 40 metri și o înălțime de circa 20 de metri.[2]
- 17 mai: Echipa feminină de gimnastică a României a câștigat medalia de aur la Campionatul European de la Sofia. Cea de argint a revenit Marii Britanii, iar medalia de bronz Rusiei. Este cea de-a șaptea medalie de aur europeană din palmaresul gimnasticii feminine românești.
- 18 mai: Elvețienii au respins prin referendum introducerea unui salariu minim unic în țară, de aproximativ 3.300 de euro. În cazul în care ar fi fost aprobat, ar fi devenit cel mai mare salariu minim din lume, potrivit primelor proiecții publicate de institutul GFS.bern. Elveția nu are nici un salariu minim stipulat prin lege, dar aproximativ 90% din muncitorii elvețieni câștigă peste 4.000 de franci (3.280 euro) pe lună.[3]
- 21 mai: Fostul președinte al Egiptului Hosni Mubarak este condamnat la trei ani de închisoare pentru deturnare de fonduri.[4]
- 22 mai: Șeful forțelor armate terestre din Thailanda, generalul Prayut Chan-O-Cha, a anunțat o lovitură de stat, într-o declarație televizată, după șapte luni de criză politică. Generalul, care a declarat legea marțială cu două zile în urmă, a invocat violențele din țară care s-au soldat cu 28 de morți de la începutul crizei, în toamnă.
- 23 mai: Cercetările au arătat că Meteoritul de la Celiabinsk a reprezentat rămășițele unui asteroid care s-a ciocnit cu un alt asteroid cu 290 milioane ani înainte de a intra în atmosfera Pământului, deasupra Rusiei, în luna februarie 2013.[5]
- 22-25 mai: Alegerile din 2014 pentru Parlamentul European. Alianța PSD-UNPR-PC a obținut 37,60%, PNL 15%, PDL 12,23%, Mircea Diaconu 6,81%, UDMR 6,3%, iar PMP 6,2% din voturi.
- 25 mai: Alegerile prezidențiale din Ucraina sunt câștigate de omul de afaceri Petro Poroșenko din primul tur de scrutin.
- 25 mai: Dalia Grybauskaitė a obținut în turul al doilea al alegerilor prezidențiale din Lituania 57,87% din sufragii și un nou mandat de 5 ani.
- 25-26 mai: Vizita papei Francisc la Betleem și Ierusalim, unde a semnat o declarație comună cu patriarhul Bartolomeu al Constantinopolului, la împlinirea a 50 de ani de la întâlnirea dintre papa Paul al VI-lea și patriarhul Athenagoras.
- 30 mai-8 iunie: România: Festivalul Internațional de Film Transilvania 2014.

## Decese
- 1 mai: Andrei Călărașu, 91 ani, regizor român de film (n. 1922)
- 3 mai: Gary Stanley Becker, 83 ani, economist american de etnie evreiască (n. 1930)
- 4 mai: Elena Baltacha, 30 ani, jucătoare britanică de tenis, de etnie ucraineană (n. 1983)
- 4 mai: Vichentie Nicolaiciuc, 70 ani, deputat român (1996-2000), (n. 1943)
- 4 mai: Tatiana Samoilova, 80 ani, actriță de teatru și film, sovietică (n. 1934)
- 4 mai: Tony Settember, 87 ani, pilot american de Formula 1 (n. 1926)
- 6 mai: William H. Dana, 83 ani, inginer aeronautic american (n. 1930)
- 6 mai: Farley McGill Mowat, 92 ani, scriitor canadian (n. 1921)
- 6 mai: Mihai Sin, 71 ani, scriitor român (n. 1942)
- 7 mai: Marin Cristea, 79 ani, deputat român (1996-2000), (n. 1934)
- 7 mai: Tony Genaro, 71 ani, actor american de film (n. 1942)
- 7 mai: Nazim Al-Haqqani, 92 ani, lider spiritual al ramurii Naqshbandiyyah Haqqani din confreria sufistă Naqshbandiyyah. (n. 1922)
- 8 mai: Pierre Barbéris, 88 ani, critic literar francez (n. 1926)
- 11 mai: Marcel Bon, 89 ani, farmacolog, botanist, micolog și profesor universitar francez (n. 1925)
- 11 mai: Margareta Pogonat, 81 ani, actriță română (n. 1933)
- 12 mai: Cornell Borchers (n. Gerlind Borchers), 89 ani, actriță germană (n. 1925)
- 12 mai: Jacinto Convit Garcia, 100 ani, medic venezuelean și om de știință (n. 1913)
- 12 mai: H. R. Giger, 74 ani, artist elvețian (n. 1940)
- 13 mai: Mihail Grămescu, 63 ani, scriitor și editor român (n. 1951)
- 15 mai: Jean-Luc Dehaene, 73 ani, prim-ministru al Belgiei (1992–1999), (n. 1940)
- 18 mai: Lykourgos Angelopoulos, 72 ani, muzicolog grec (n. 1941)
- 18 mai: Dobrica Ćosić, 92 ani, scriitor, teoretician politic și politician sârb (n. 1921)
- 18 mai: Radu Florescu, 88 ani, istoric și profesor universitar american de etnie română (n. 1925)
- 18 mai: Radu Florescu, istoric (n. 1925)
- 19 mai: Jack Brabham, 88 ani, pilot australian de Formula 1 (n. 1926)
- 19 mai: Hans Adam Schneider, 84 ani, inginer chimist, cercetător și profesor universitar român (n. 1929)
- 21 mai: Theodor Grigoriu, 87 ani, compozitor și muzicolog român (n. 1926)
- 21 mai: Jaime Ramon Lusinchi, 89 ani, președinte al statului Venezuela (1984–1989), (n. 1924)
- 23 mai: Elliot Rodger (Elliot Oliver Robertson Rodger), 22 ani, criminal american (n. 1991)
- 25 mai: Wojciech Witold Jaruzelski, 90 ani, președinte al Poloniei (1989-1990), (n. 1923)
- 25 mai: Robert Steinberg, 92 ani, matematician din R. Moldova de etnie evreiască (n. 1922)
- 26 mai: Ervant Nicogosian, 85 ani, pictor român de etnie armeană (n. 1928)
- 28 mai: Maya Angelou (n. Marguerite Ann Johnson), 86 ani, poetă americană (n. 1928)
- 31 mai: Eugen Gladun, 78 ani, medic și politician din R. Moldova (n. 1936)
- 31 mai: Eugeniu Gladun, politician moldovean (n. 1936)